# Аже (Златна обала)
Аже (фр. Agey) насеље је и општина у источном делу централне Француске у региону Бургундија-Франш-Конте, у департману Златна обала која припада префектури Дижон.
По подацима из 2011. године у општини је живело 278 становника, а густина насељености је износила 33,02 становника/km². Општина се простире на површини од 8,42 km². Налази се на средњој надморској висини од 316 метара (максималној 548 m, а минималној 289 m).

## Демографија
| 1962. | 1968. | 1975. | 1982. | 1990. | 1999. | 2011. |
| ----- | ----- | ----- | ----- | ----- | ----- | ----- |
| 154   | 162   | 156   | 152   | 208   | 258   | 278   |

График промене броја становника у току последњих година